# Setra S 315 NF
Le Setra S 315 NF est un autobus standard à plancher bas fabriqué et commercialisé par le constructeur allemand Setra Kässbohrer, filiale du groupe EvoBus, de 1996 à 2006. Une version longue à trois essieux était également disponible, nommé S 319 NF.
Il est le successeur des Setra S 215 SL et S 300 NC a été remplacé par le Setra S 415 NF. Il a été élu « Bus of the Year » (Bus de l'année en français) en 1996.

## Historique

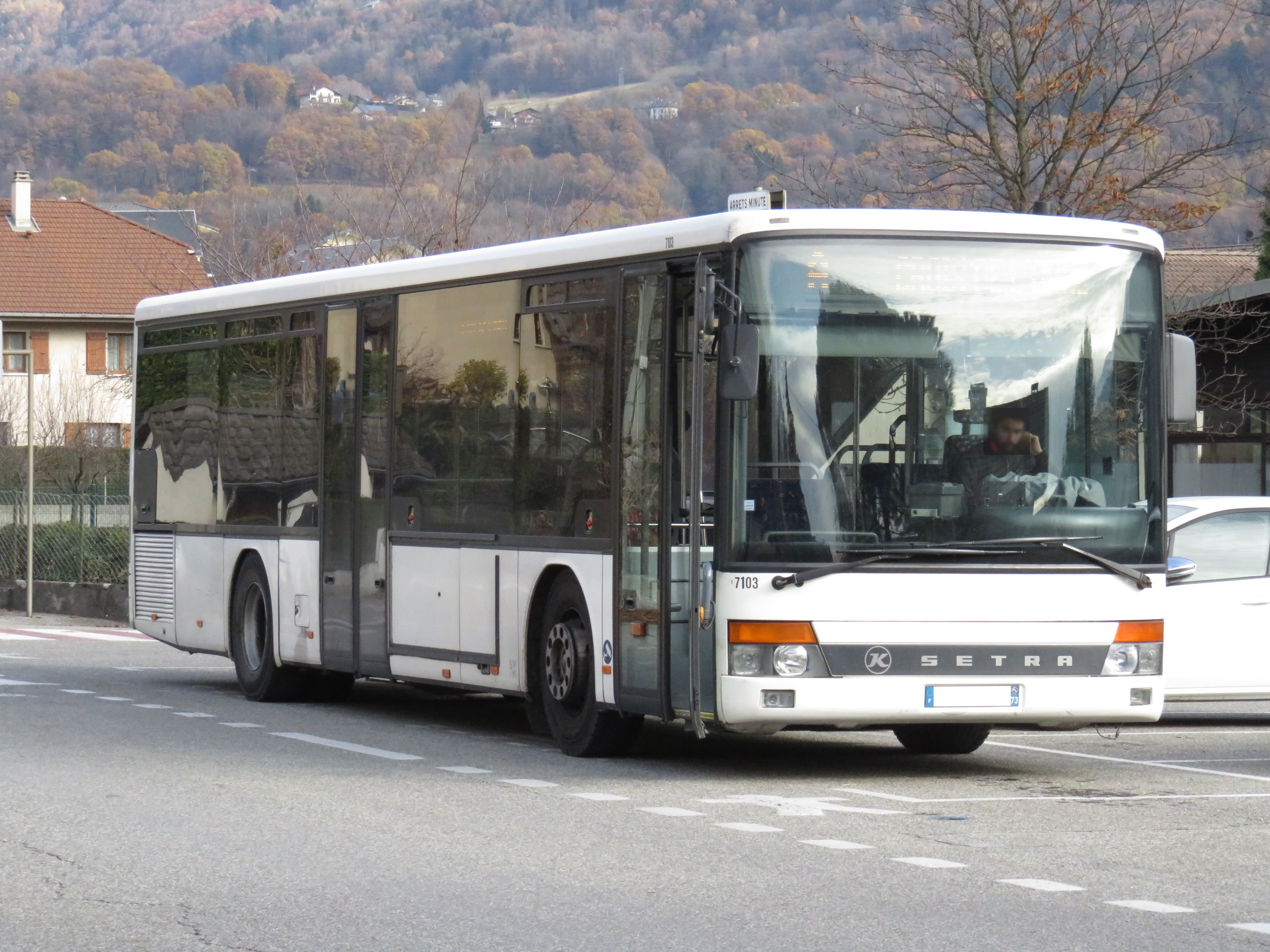
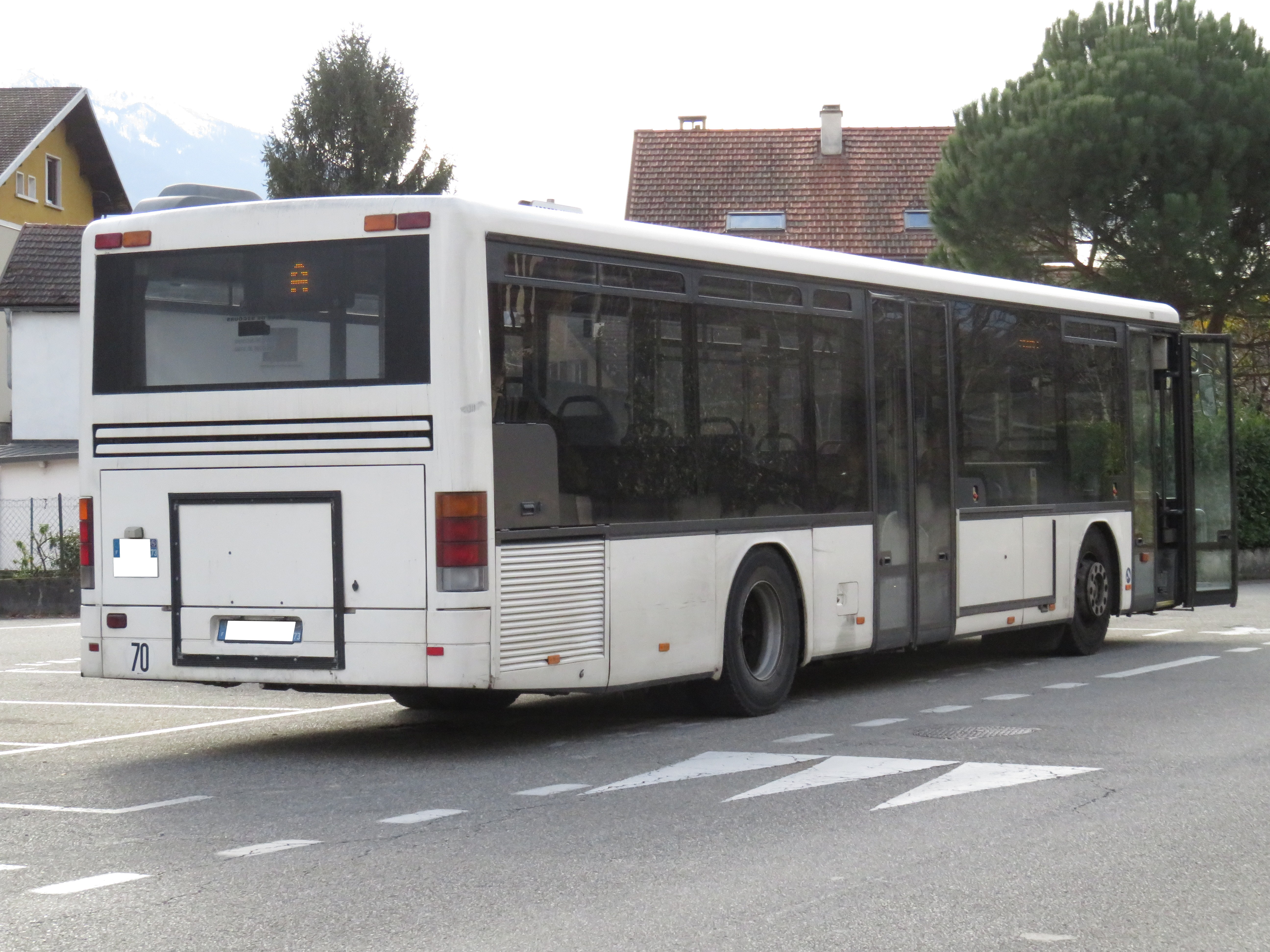
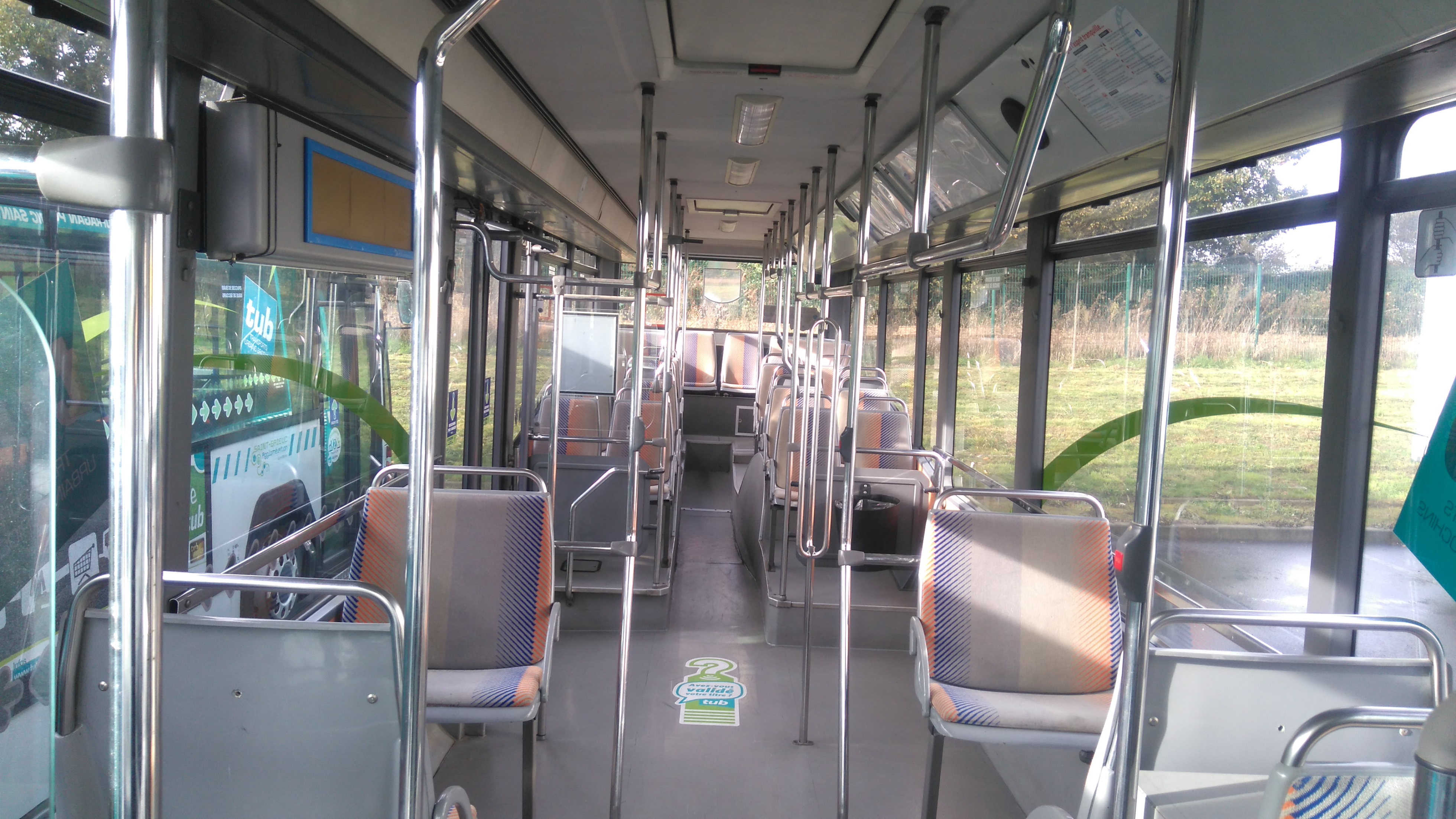
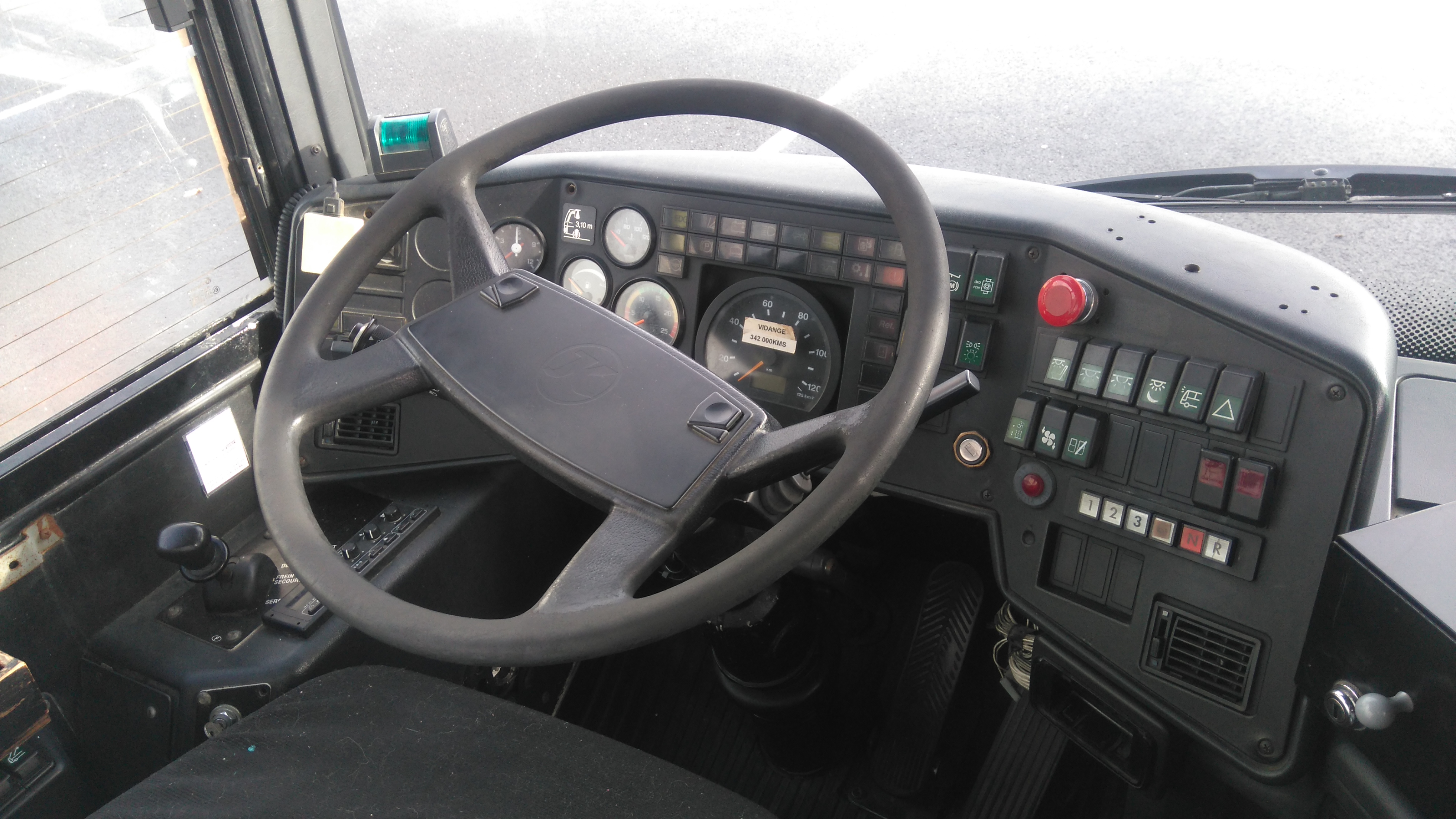

## Les différentes versions

### Setra S 319 NF

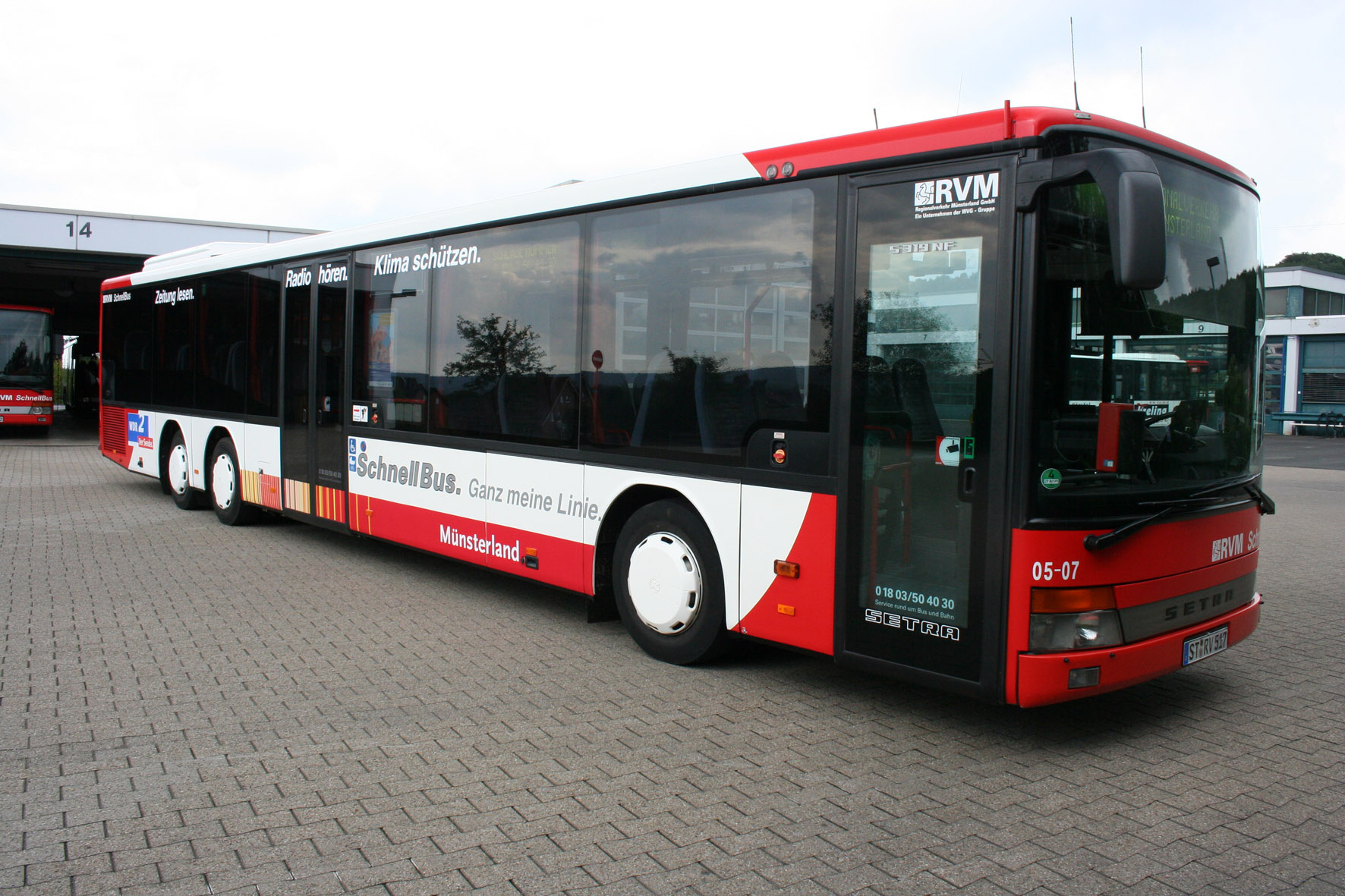
Setra S 319 NF

Le S 319 NF est la version 15 mètres et deux essieux arrière du S 315 NF. Il est disponible en 2 ou 3 portes. De nombreuses configurations de portes sont proposées (simples ou doubles).

## Caractéristiques

### Dimensions
|                                     | Setra S 315 NF                        | Setra S 319 NF                        |
| ----------------------------------- | ------------------------------------- | ------------------------------------- |
| Longueur                            | 12 000 mm                             | 14 470 mm                             |
| Largeur (sans rétroviseurs)         | 2 500 mm                              | 2 500 mm                              |
| Hauteur (sans climatisation)*       | 3 150 mm                              | 3 150 mm                              |
| Empattement                         | 5 980 mm                              |                                       |
| Porte-à-faux                        | Avant : 2 500 mm ; Arrière : 3 500 mm |                                       |
| Rayon de braquage (entre trottoirs) | 21 560 mm                             |                                       |
| Angle d’attaque / Fuite             |                                       |                                       |
| Masse à vide**                      |                                       |                                       |
| P.T.A.C.                            | 18 000 kg                             |                                       |
| Capacité : assis + debout = maxi**  |                                       | 46 + 78 = 124                         |
| Rangement (en option)               |                                       |                                       |
| Portes                              | 2                                     | 2 / 3                                 |
| Hauteur du plancher                 | Avant : 2 465 mm ; Arrière : 2 170 mm | Avant : 2 465 mm ; Arrière : 2 170 mm |
| Réservoir à combustible             |                                       |                                       |

* = avec clim : ? mm.
** = variable selon l'aménagement intérieur.

## Préservation

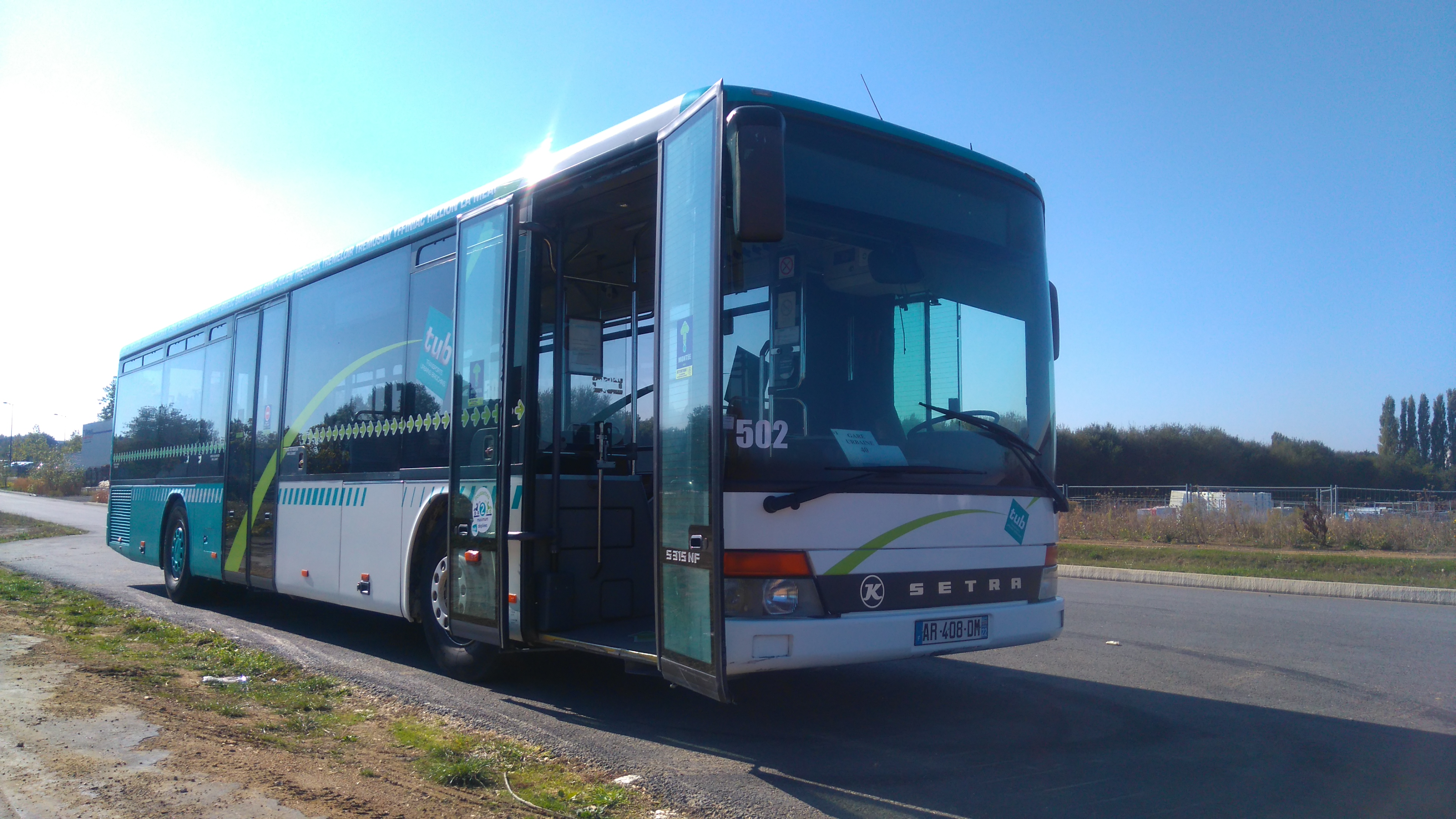
Setra S 315 NF de l'association HistoTUB.

Setra S 315 NF : n°502 TUB par l'association HistoTUB (unique en France).